# Parambassis tenasserimensis
Parambassis tenasserimensis är en fiskart som beskrevs av Roberts, 1995. Parambassis tenasserimensis ingår i släktet Parambassis och familjen Ambassidae. Inga underarter finns listade i Catalogue of Life.